# Cloeon praetextum
Cloeon praetextum är en dagsländeart som beskrevs av Simon Bengtsson 1914. Cloeon praetextum ingår i släktet Cloeon, och familjen ådagsländor. Arten är reproducerande i Sverige.